# Amy Grant
Amy Lee Grant (Augusta (Georgia), 25 november 1960) is een Amerikaanse zangeres van gospel- en popmuziek. Ze kende groot succes in 1991, met het album "Heart in Motion" en de singles "Baby, Baby", "That's What Love Is For", "Every Heartbeat" en "I Will Remember You". 

## Carrière
Zij maakte haar eerste album in 1977. Ze begon als gospelzangeres, maar in 1991 probeerde zij een breder publiek te bereiken met haar album Heart in Motion. Van dat album kwamen 5 singles die in de USA de top 5 haalden.
In 1994 werd haar hitalbum House of Love uitgebracht.
Met haar album Legacy (2002) greep Grant terug op de gospel. Daarna volgde nog het album Simple Things (2003) en Greatest hits (2004). Amy Grants album Rock of Ages kwam begin 2005 uit. In 2006 verscheen Time Again... Amy Grant Live op cd en dvd, een registratie van een concert met hits uit de jaren daarvoor.
Ondertussen heeft ze 20 albums op haar naam staan. Ook heeft ze aan veel projecten meegewerkt waar ook diverse songs van haar te horen zijn. Ze heeft ook nummers geschreven met Michael W. Smith.
Amy Grant heeft meer dan 24 miljoen albums verkocht die platina, dubbel platina en gouden albums opleverden. Vijf keer won zij een Grammy Award en in 2003 werd ze opgenomen in de Gospel Music Hall of Fame.
Amy Grant trad voor het eerst in Nederland op in 1982. Vervolgens trad ze in 1992 op in Dordrecht en in 1995 in Den Haag. In 2012 gaf ze een optreden in Aalsmeer. In 2014 verschijnt een remix van Stay For Awhile met de houseproducer Tony Moran op single.

## Persoonlijk leven
Op 19 juni 1982 trouwde Grant met zanger Gary Chapman. Met hem kreeg ze drie kinderen, maar ze scheidden in 1999. Hierdoor raakte haar reputatie in christelijke kring beschadigd. Op 10 maart 2000 trouwde Amy Grant met countryzanger Vince Gill. Samen hebben zij een dochter.

## Discografie

### Muziek
- Amy Grant (1977)
- My Father's Eyes (1979)
- Never Alone (1980)
- In Concert volume 1 (1981)
- In Concert volume 2 (1982)
- Age to Age (1982)
- A Christmas Album (1983)
- Straight Ahead (1984)
- Unguarded (1985)
- The Collection (1986)
- Lead Me on (1988)
- Heart in Motion (1991)
- Home for Christmas (1992)
- House of Love (1994)
- Behind the Eyes (1997)
- A Christmas to Remember (1999)
- The spirit of Christmas (2001)
- Her Greatest Inspirational Songs (2002)
- Legacy... Hymns & Faith (2002)
- Simple Things (2003)
- Greatest Hits 1986-2004 (2004)
- Rock of Ages... Hymns & Faith (2005)
- My Best Christmas (2005)
- Hyms for the journey (2006)
- Time Again... Amy Grant Live (2006)
- Greatest hits (2007)
- Lead me on 20th anniversary (2008)
- The Christmas collection (2008)
- Somewhere Down the Road (2010)
- How Mercy Looks from Here (2013)

### Dvd
- Greatest Videos 1986-2004 (2004)
- Time Again... Amy Grant Live (2006)